# Huandoy
Huandoy − druga pod względem wysokości góra pasma Cordillera Blanca (Andy Peruwiańskie), znajdująca się na terenie Peru.
Wyróżnić można cztery szczyty tej góry:
- Huandoy Peak (6395 m)
- Huandoy-Zachód (6356 m)
- Huandoy-Południe (6160 m)
- Huandoy-Wschód (6070 m)

Góra jest częścią Parku Narodowego Huascarán.